# 新田早規
新田 早規（にった さき、1990年8月2日 - 2022年2月6日）は、日本の女性声優。北海道苫小牧市出身。81プロデュース最終所属。

## 来歴
声優を目指したきっかけは、中学時代にアニメ好きの友人と仲良くなったことである。その後は意識してアニメを見るようになり、声だけで演じること、キャラクターに命を吹き込む素晴らしさを知ったという。声優を目指すきっかけをくれた作品はテレビアニメ『NARUTO -ナルト-』。
アニメイトのTVCMナレーションでデビュー。
2011年、アミューズメントメディア総合学院声優タレント学科卒業。2013年4月1日より81プロデュースジュニア所属。
2022年2月6日、左側脳室三角部髄膜腫により死去。31歳没。

## 人物
方言は北海道弁。
趣味・特技は食品サンプル集め、バルーンアート。
座右の銘は「日々精進」。

## 出演
太字はメインキャラクター。

### テレビアニメ
2012年
- 爆TECH!爆丸（観客A）

2013年
- キルラキル（パクリ、河豚原愛善坊、吹奏楽部員、大阪のおばちゃん）
- THE UNLIMITED 兵部京介（子供）
- ステラ女学院高等科C3部（明星生徒）
- 探検ドリランド -1000年の真宝-（男子生徒）
- DIABOLIK LOVERS（女子生徒）
- ハヤテのごとく! Cuties
- ビーストサーガ（猿の男の子B）
- ポケットモンスター ベストウイッシュ シーズン2（ジュペッタ）
- 弱虫ペダル（2013年 - 2018年、購買のおばちゃん、今泉俊輔〈幼少時代〉、ユキちゃん、空港アナウンス、観客 他） - 4シリーズ

2014年
- 団地ともお（小学生B）

2015年
- 境界のRINNE（ブリキナース、女子D）

2016年
- 宇宙パトロールルル子（生徒星人）
- キズナイーバー（おばさんA）
- D.Gray-man HALLOW（ブリジット・フェイ、キャッシュ・ドップ）
- デュエル・マスターズ（2016年 - 2020年、ひろと、ポッテロー松 他） - 3シリーズ
- マギ シンドバッドの冒険（子供A）
- 私がモテてどうすんだ（少年・一馬）

2017年
- 霊剣山 叡智への資格（子供）
- エルドライブ【ēlDLIVE】（メルプル星人、ジャカン星人）
- 縁結びの妖狐ちゃん（古小貝）
- アイカツスターズ!（子供）
- URAHARA（街の女性）
- ドリフェス!R（ファン）

2018年
- ポチっと発明 ピカちんキット（2018年 - 2019年、ともだちロボ、女子B、兄、プレイヤーC）
- ポプテピピック（信者）
- メジャーセカンド（円谷、光の母、虹ヶ丘ビートルズ 桶川、アナウンス）
- こねこのチー ポンポンらー大旅行（子供A）
- 千銃士（子供）
- RErideD-刻越えのデリダ-（Mrs.ハドソン、秘書AI〈マリー〉、車載AI）
- ゾイドワイルド（子供たち）
- 名探偵コナン（吉田佑斗、場内アナウンス）

2019年
- キラキラハッピー★ ひらけ!ここたま（たかし、れお）

2020年
- カードファイト!! ヴァンガード（子供）

2021年
- サクガン（子供B）

### 劇場アニメ
- 劇場版 弱虫ペダル（2015年、女子高生）
- えんぎもん（2018年、中年女性〈おばさん〉[9]）

### OVA
- 12歳。（2014年、校内放送、女子C） - 『ちゃお』2014年5、11月号付録
- ファンタジスタ ステラ（2014年、子供）

### Webアニメ
- ベイブレードバースト ガチ（2019年、子供たち）
- やりすぎ!!! イタズラくん（2019年、犬、シンデレラ、浦島太郎 他）
- ベイブレードバースト ダイナマイトバトル（2021年、少年）

### ゲーム
2014年
- 幕末Rock 超魂（女性贔屓）

2015年
- ザクセスヘブン（天地仁美、エリック・ベンフォード）
- 戦国アスカZERO（柴田勝家 他）
- 大正×対称アリス

2016年
- 俺タワー -Over Legend Endless Tower-（グラップル、ハンドマーカー、騒音計）
- 逆転オセロニア（オキクルミ）

2017年
- 武器よさらば（マエル）

2018年
- グランドサマナーズ（リオネ）
- モンスターストライク（井伊直政）
- フューチャーカード バディファイト 誕生!オレたちの最強バディ!（バーン / バーンボンドドラゴン）
- 実況パワフルプロ野球2018（多目口疾風）

2019年
- クイズRPG 魔法使いと黒猫のウィズ（ジーナ・ブル）

2020年
- ディズニー ツイステッドワンダーランド（スニック）
- ファイナルファンタジーVII リメイク
- 東方LostWord（霧雨魔理沙、チルノ、藤原妹紅、鈴瑚）
- 戦国RENKA ズーム!（柴田勝家、島津義弘）
- アサシン クリード ヴァルハラ（エイヴォル〈幼少期〉）

### ドラマCD
- Dolls×Magnolia コラボドラマCD

### BLCD
- 狂い鳴くのは僕の番（アツシ〈幼少期〉）
- ドラッグレス・セックス（林、薬剤師[20]）

### ラジオドラマ
- BeeTV
  - コスプレ☆アニマル（2010年、女生徒）
  - 今日、恋をはじめます（2011年、女生徒）

### 吹き替え

#### 映画
- アメリカン・ハッスル（2014年）
- ルイの9番目の人生（2016年、ルイ・ドラックス〈エイダン・ロングワース〉）
- 特別捜査 ある死刑囚の慟哭（2017年、ドンヒョン）
- グリム・アベンジャーズ タイム・ウォーズ（2018年、赤ずきん）
- 15時17分、パリ行き（2018年、アレク・スカラトス〈幼少期〉）
- ヘレディタリー/継承（2018年、ブリジット）
- イン・ザ・トール・グラス -狂気の迷路-（2019年、トビン・フンボルト）
- ダンボ（2019年、追う少年1）
- グリーンブック（2019年、フランキー〈ギャビン・ライル・フォーリー〉[21]）

#### ドラマ
- アクシデント・カップル（2011年、ク・ミンジ）
- レイブンのウチはチョー大変!（2017年、ブッカー）
- スクール・オブ・ロック（2018年、マディ・ウェイン〈ゲネヤ・ウォルトン〉）
- 100日の郎君様（2019年、モック）
- ワンダーラスト 幸せになるためのセラピー（2018年、ナオミ）

#### アニメ
- ヤング・ジャスティス（2013年、ラケル 他）
- カード・バトルZERO（2015年、アヴィア）
- くまのアーネストおじさんとセレスティーヌ（2015年、メリュジーヌ、三姉妹のママ）
- ちいさなプリンセス ソフィア（2015年、オクタピオ）
- アルティメット・スパイダーマン VS シニスター・シックス（2016年）
- ズートピア（2016年、ヒツジのいじめられっ子）
- ロスト・イン・オズ（2016年、ロクワット）
- アバローのプリンセス エレナ（2017年、アビオン）
- キム・ポッシブル（2017年、ウエイド・ロード）
- ライオン・ガード（2017年、ドーゴ）
- リメンバー・ミー（2017年、ロサ・リヴェラ）
- ヒルダの冒険（2018年、マーラ）

### テレビ番組
- すすめ!キッチン戦隊クックルン（デガラシ、前田あつよ）
- 声優戦隊ボイストーム7（女子社員）
- ゴー!ゴー!キッチン戦隊クックルン（シモフリ、レンコン怪人、マジカルクリーミー 他）

### ボイスオーバー
- 世界一受けたい授業
- 世界はほしいモノにあふれてる 〜旅するバイヤー極上リスト〜
- 世界ふれあい街歩き
- にっぽん!歴史鑑定
- 日立 世界・ふしぎ発見!

### ナレーション
- OATアグリオ
- NEXT TALES OF...

### 舞台
- 初恋企画第二回公演「天使が呼んでる」（斉藤円）
- 初恋企画第三回公演「恋椿/アオとキビナゴ」（ショップ店員）

### その他コンテンツ
- サブイボマスク（嫁）